# Ipomopsis pumila
Ipomopsis pumila är en blågullsväxtart som först beskrevs av Thomas Nuttall, och fick sitt nu gällande namn av V. Grant. Ipomopsis pumila ingår i släktet Ipomopsis och familjen blågullsväxter. Inga underarter finns listade i Catalogue of Life.